# Doliogethes rubicaundus
Doliogethes rubicaundus är en tvåvingeart som först beskrevs av Mario Bezzi 1921.  Doliogethes rubicaundus ingår i släktet Doliogethes och familjen svävflugor. Inga underarter finns listade i Catalogue of Life.